# 수염상어목
수염상어목 또는 융단상어목(Orectolobiformes)은 상어 목의 하나이다. 7과 13속에 약 43종으로 이루어져 있다.

## 하위 분류
- 장님상어과 (Brachaeluridae)
- 너스상어과 (Ginglymostomatidae) - 너스상어
- 얼룩상어과 (Hemiscylliidae) - 흑점얼룩상어
- 수염상어과 (Orectolobidae)
- 칼라드카펫상어과 (Parascylliidae)
- 고래상어과 (Rhincodontidae)
- 얼룩말상어과 또는 제브라상어과 (Stegostomatidae)